# Монтаперто (Авелино)
Монтаперто је насеље у Италији у округу Авелино, региону Кампанија.
Према процени из 2011. у насељу је живело 684 становника. Насеље се налази на надморској висини од 522 м.